# Stenotarsus smithi
Stenotarsus smithi är en skalbaggsart som beskrevs av Henry Stephen Gorham 1890. Stenotarsus smithi ingår i släktet Stenotarsus och familjen svampbaggar. Inga underarter finns listade i Catalogue of Life.